# Aderus beccarii
Aderus beccarii là một loài bọ cánh cứng trong họ Aderidae. Loài này được Pic miêu tả khoa học năm 1900.